# Epithemis mariae
Epithemis mariae es la única especie del género Epithemis, en la familia Libellulidae. Es endémica de los Ghats Occidentales (India).